# تاکاشی ناگاتا
تاکاشی ناگاتا (انگلیسی: Takashi Nagata؛ زادهٔ ۱۳ آوریل ۱۹۷۲) بازیکن فوتبال اهل ژاپن است.